# 미국제독
미국제독은 미국의 해군을 통솔하는 제독을 가리키는 단어이다.

## 설명
미국제독(ADM으로 약칭)은 미국 해군, 미국 해안경비대 및 미국 공중 보건 서비스 위탁 군단의 4성 장교 계급으로 O-10의 급여 등급을 받았다. 제독은 해군에서 미국부제독보다 높고 미함대제독보다 낮은 계급이다. 미국 해군과 달리 미국 해안경비대와 미국 공중 보건 서비스 위탁 군단에서는 제독보다 높은 등급이 아직 정해져 있지 않다. 미국제독은 다른 제복 서비스의 장군 계급과 동일하다. NOAA 임관 장교단(National Oceanic and Atmospheric Administration Commissioned Officer Corps)은 장성급 장교가 제독 등급을 받은 적이 없다. 그러나 37 U.S.C. 미국 법전 § 201은 4성 등급에 해당할 만한 직책이 생성되는 경우 NOAA 군단의 등급을 설정했다. 1946년 이래로 5성 등급의 함대제독이 사용되지 않았기 때문에 제독 등급은 미국 해군, 미국 해안 경비대 및 미국 공중 보건 서비스 위탁 군단에서 미국 장교가 달성 할 수 있는 가장 높은 임명이다.

## 같이 보기
- 미국 해군
- 제독